# Okulovka
Okulovka (rusky Окуловка) je město v Novgorodské oblasti v Ruské federaci. Při sčítání lidu v roce 2010 měla přes dvanáct tisíc obyvatel.

## Poloha a doprava
Okulovka leží ve Valdajské vrchovině na řece Peretně, přítoku Msty v povodí Ilmeňského jezera. Od Velikého Novgorodu je vzdálena přibližně 140 kilometrů východně.
Od roku 1851 vede přes město železniční trať Petrohrad–Moskva.

## Dějiny
První zmínka je z roku 1495. Od 25. června 1928 byla Okulovka sídlem městského typu, od 12. ledna 1965 je městem.

### Rodáci
- Jurij Nikolajevič Rjorich (1902–1960), tibetolog